# Kreuzeskirche (Essen)

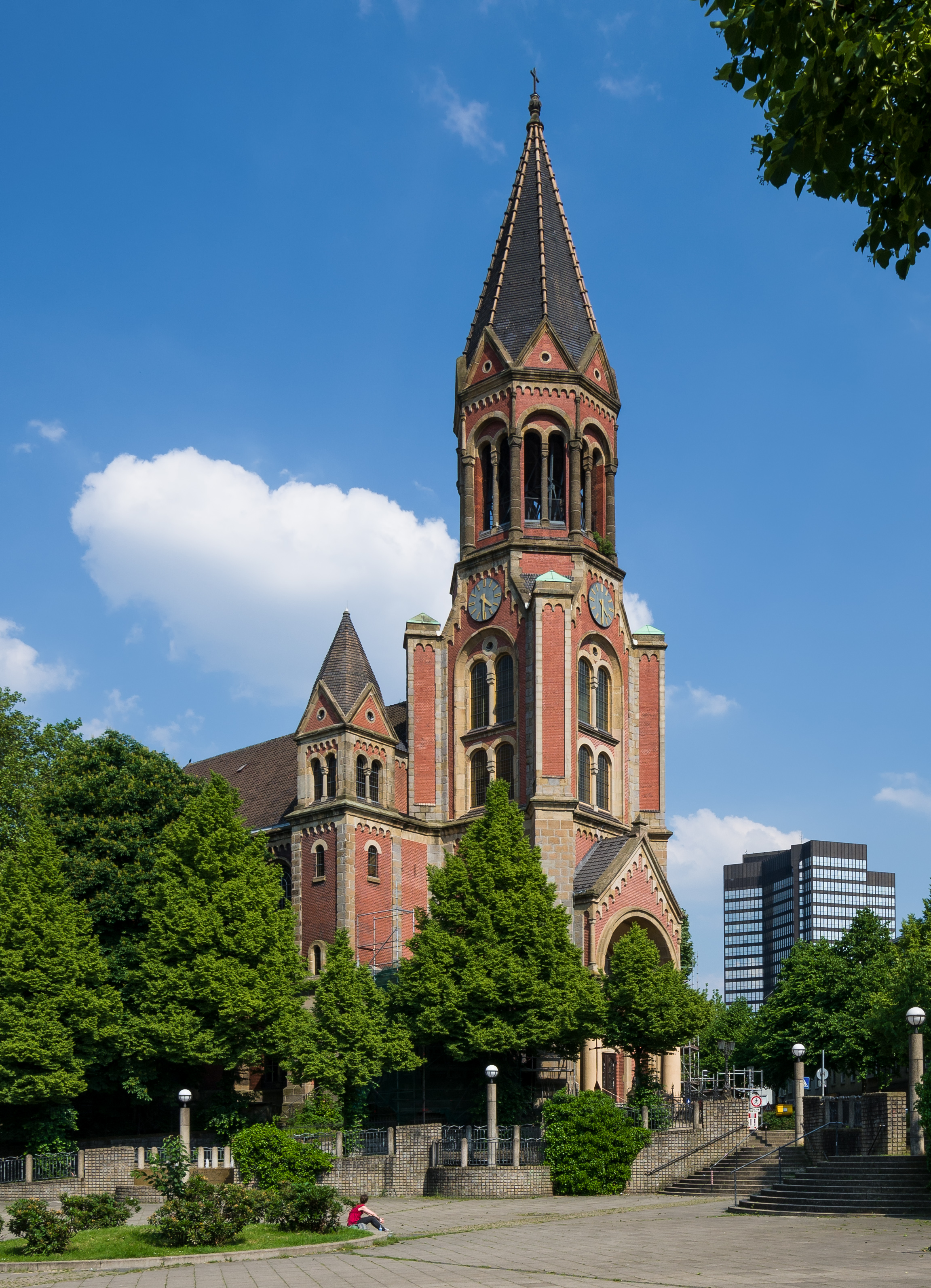
Kreuzeskirche

Die Kreuzeskirche am Weberplatz in der Essener Innenstadt ist eine evangelische Kirche, die nach Plänen des Architekten August Orth zwischen 1894 und 1896 errichtet wurde. Nach schweren Schäden im Zweiten Weltkrieg wurde sie bis 1953 wiederaufgebaut und steht heute unter Denkmalschutz. Sie gehört zur Gemeinde Altstadt im Kirchenkreis Essen der Evangelischen Kirche im Rheinland.

## Geschichte

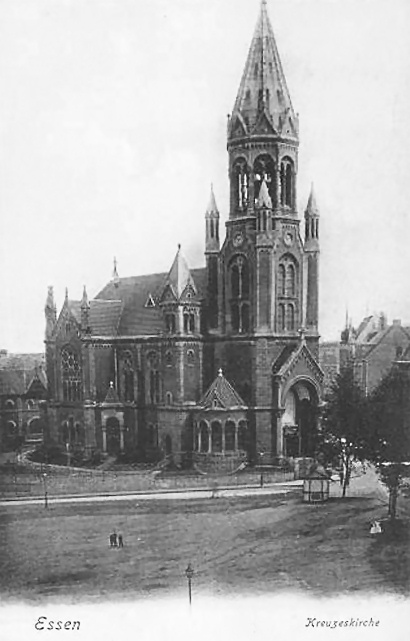
Kreuzeskirche um 1905

Zur Zeit der Industrialisierung im ausgehenden 19. Jahrhundert stieg die Einwohnerzahl Essens durch Einwanderung von Arbeitskräften sprunghaft an. Diese wurden im Bergbau und der Stahlindustrie benötigt und waren meist Protestanten aus den östlichen Provinzen Preußens. Das war der Grund für die Planung einer weiteren Großkirche im Zentrum von Essen. Bis dahin gab es am III. Hagen in der Stadtmitte die Pauluskirche, erbaut nach Plänen von Julius Flügge, als Großkirche. 1872 eingeweiht, wurde nach Kriegszerstörung ihre Ruine 1950 komplett abgerissen. Beide Großkirchen gehörten zur damals 50.000 Gemeindeglieder umfassenden Altstadt-Gemeinde.
Der Kirchbau der Kreuzeskirche steht auch heute noch ungefähr auf dem Grund des im 14. Jahrhundert urkundlich erwähnten Hofes Aschebroch, dessen Überreste man wegen einzelner archäologischer Funde noch heute im Boden vermutet. Das Presbyterium entschied sich im November 1893 ohne Architekturwettbewerb für den renommierten Berliner Architekten August Orth, der sich bei seinem Entwurf für Essen an der Dankeskirche in Berlin-Wedding orientierte, die im Zweiten Weltkrieg zerstört wurde. 
Das Bauprojekt sowie die Gestaltung des Innenraumes wurden in großem Stil durch Spenden Essener Bürger und Vereinigungen unterstützt.
Der Grundstein der Kreuzeskirche, die von Beginn an diesen Namen trägt, wurde am Reformationstag, dem 31. Oktober 1894 auf dem Aschenbruch gelegt. Gleichzeitig wurde Pfarrer Wilhelm Weigle in die Essener Altstadtgemeinde eingeführt. Im Oktober 1895 war die neuartige, schmiedeeiserne Dachkonstruktion der Essener Firma August Feldhüsen fertiggestellt. Diese wurde gleichzeitig zur Verankerung des Mauerwerks genutzt, um Schäden durch Bodenbewegungen – Bergschäden sind und waren im Ruhrgebiet weit verbreitet – entgegenzuwirken.
Die Einweihung folgte am 1. Dezember 1896 durch Kaiserin Auguste Viktoria, die eine Bibel mit eigenhändiger Widmung schenkte. Die Baukosten lagen bei rund 300.000 Mark. Die Kirche mit romanischen Stilelementen besaß den Grundriss eines lateinischen Kreuzes und einen dreigeschossigen Turm an der Westseite. Im Eingangsbereich sollten zwei angebaute Rundbauten als Aufenthaltsort für Tauf- und Traugesellschaften dienen. Die Kreuzeskirche bot Sitzplätze für knapp 1500 Gläubige. Das Mauerwerk bestand aus roten Ziegeln und wurde durch Teile aus Nahe- und Ruhrsandstein gegliedert. Die Seitenschiffe der eigentlich dreischiffigen Kirche waren sehr schmal, um den Hallencharakter des Kirchenraums zu betonen; sie dienten eher als Zugang zum großen Mittelschiff. Im Innern gab es im Wesentlichen zwei große Blöcke mit gerade angeordneten Sitzbänken zu beiden Seiten des Mittelganges sowie weitere Plätze auf einer dreiseitig umlaufenden Empore, die an der Turmseite von der höherliegenden Orgelempore überschnitten war. Die Gemeinde beschloss 1896 den Bau eines Küsterhauses mit Konfirmandensaal auf dem Kirchengrundstück.
Die erste Glocke des Geläuts der Kreuzeskirche trug die Inschrift ihres Stifters: Karl Funke und Katharina Funke geb. Waldthausen schenkten dies Geläute 1896. Ehre ihrem Andenken.
Im August 1907 wurde die Gas-Beleuchtung durch eine elektrische ersetzt. Ebenso erhielt die Orgel eine elektrische Versorgung.
Bei einem Luftangriff am 28. Mai 1943 wurde die Kreuzeskirche bis auf die Außenmauern zerstört. Dabei brannte das gesamte Innere aus. Dennoch sind der alte hölzerne Hauptaltar und das von August Orth gestaltete neuromanische Kreuz von 1896 erhalten geblieben.
Seit seiner Gründung war der Essener Bachchor der Chor der Kreuzeskirche. Nach den Kriegszerstörungen fand der Bachchor eine neue Heimat in der Erlöserkirche.

## Heutiger Kirchbau

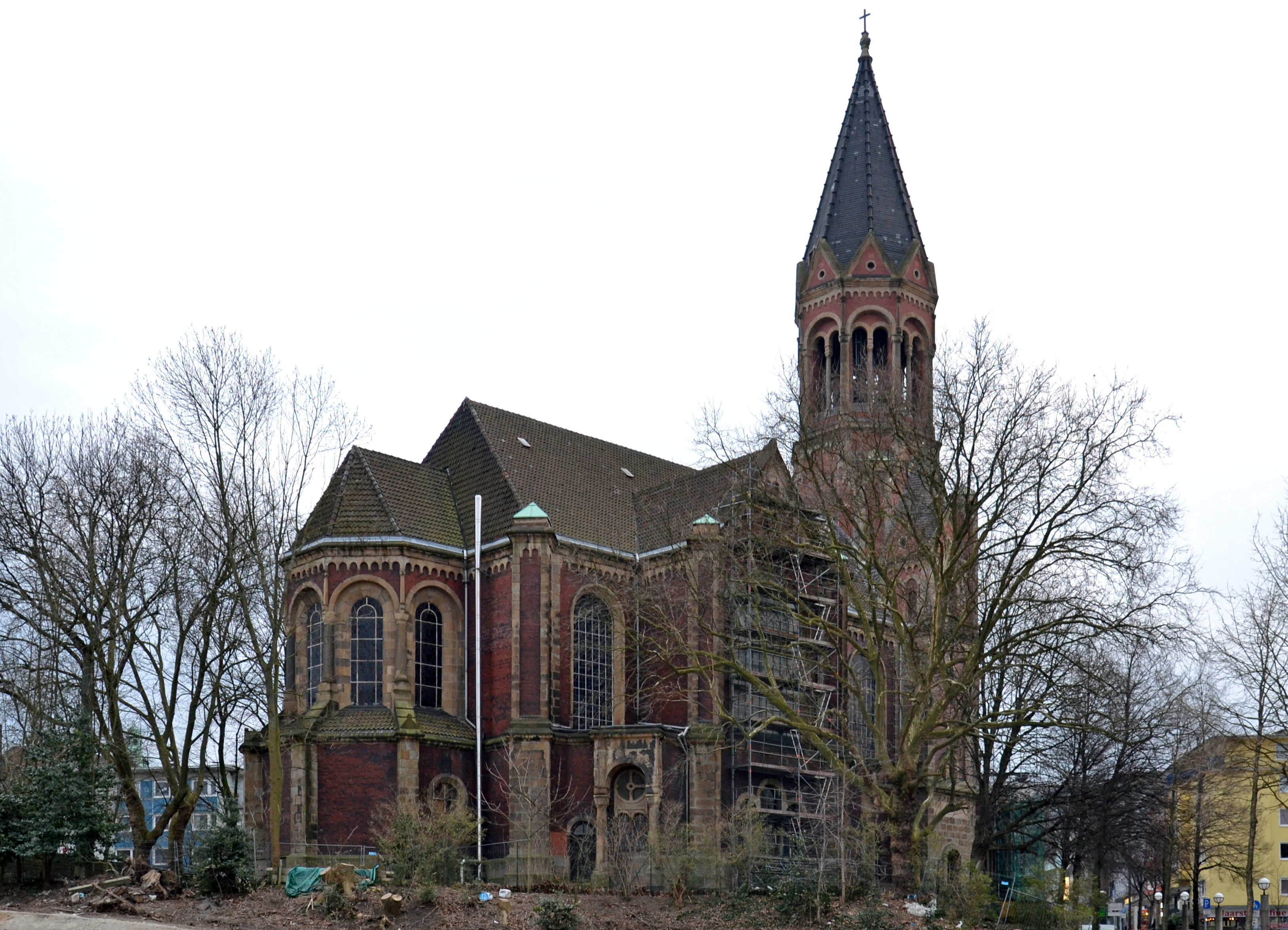
Kreuzeskirche, Nordansicht, teils eingerüstet

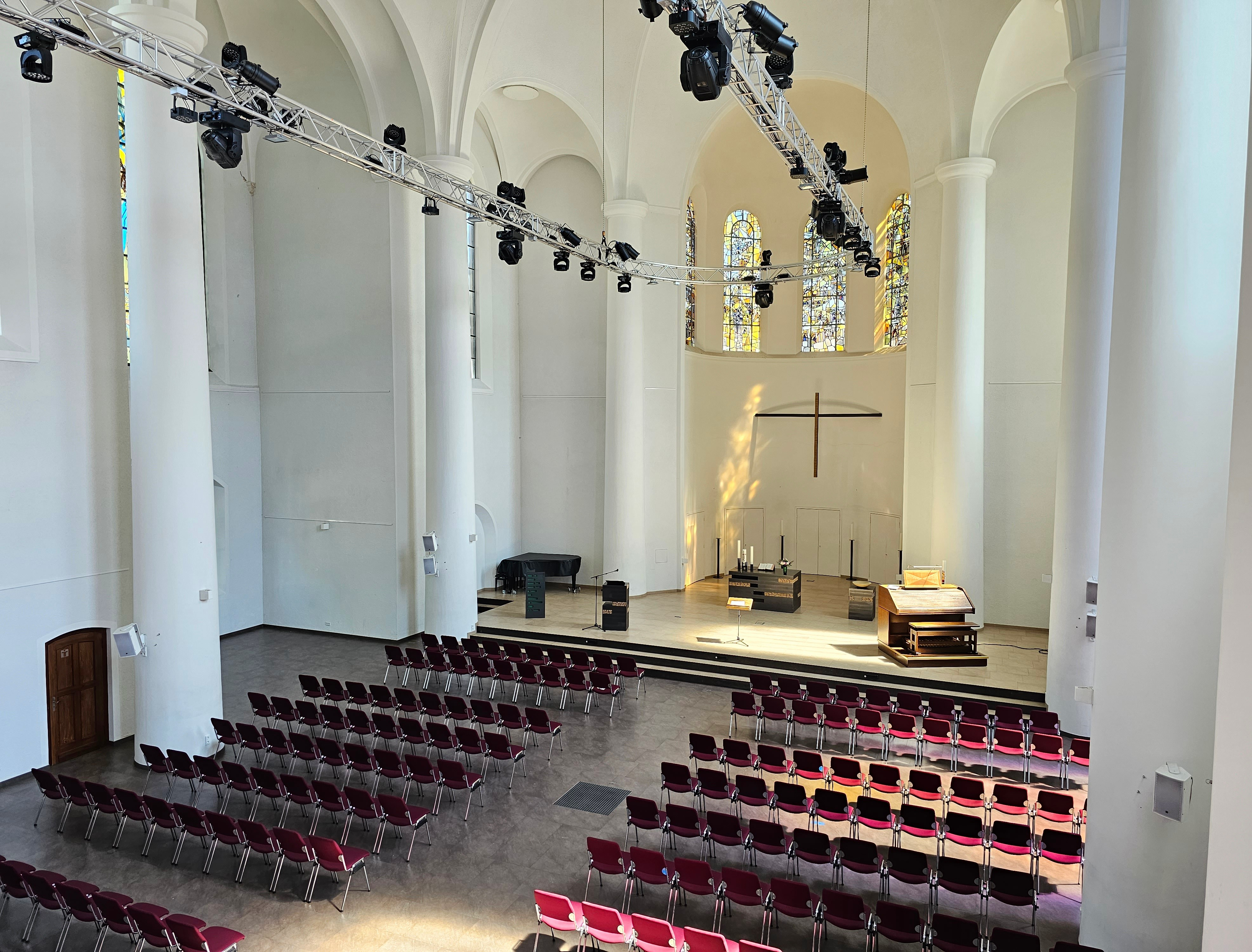
Innenraum (2023)

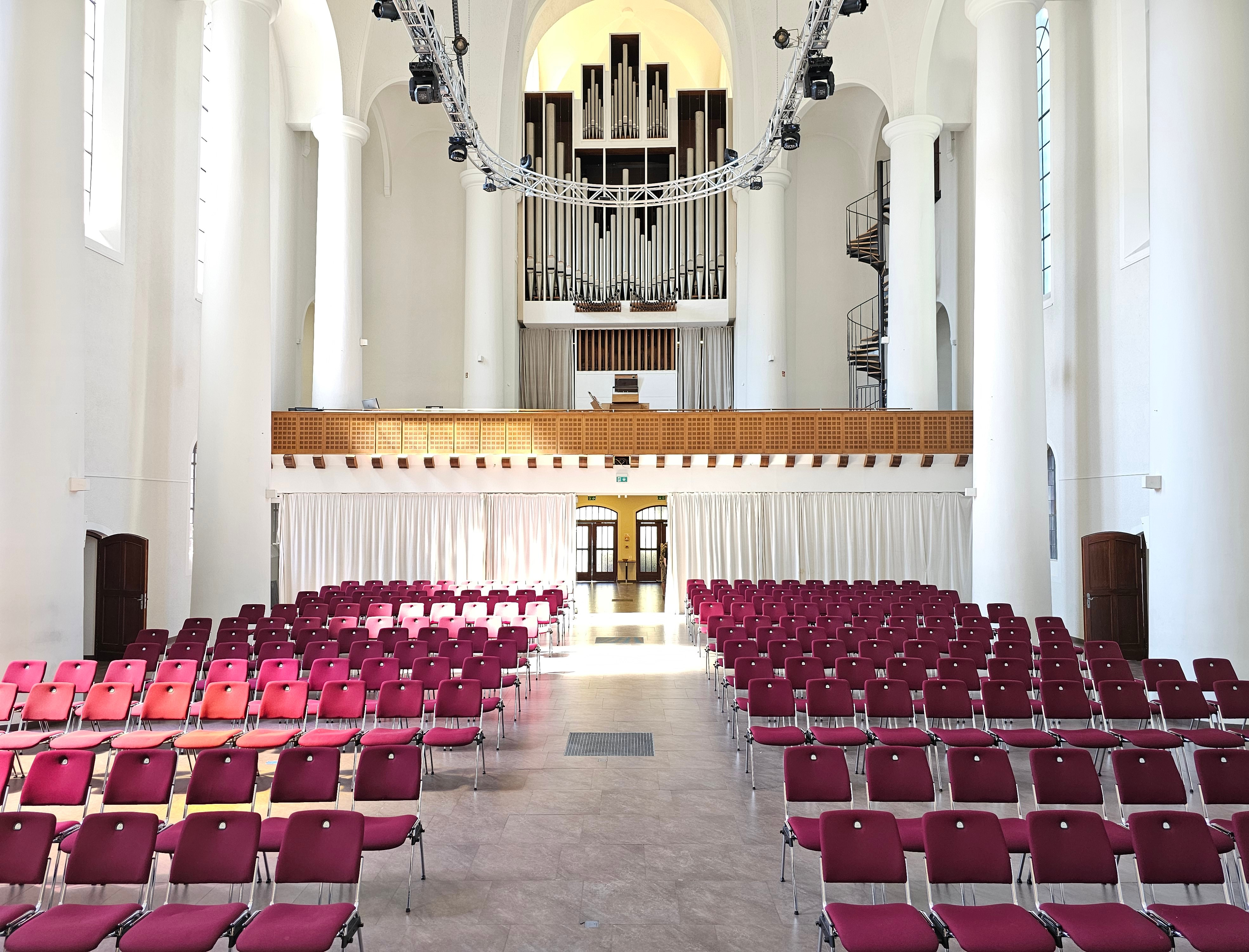
Innenraum, Blick zur Orgel

Der Wiederaufbau begann 1949 und war im März 1953 vollendet. Die Seitenemporen wurden dabei nicht wiederhergestellt. Die Einweihung der wiederaufgebauten Kreuzeskirche fand am 8. November 1953 statt.
Seit 1987 ist die Kreuzeskirche ein Baudenkmal. Zu dieser Zeit wurden erhebliche Schäden an Sandstein-Elementen ermittelt, so dass man sich für eine Gebäudesanierung entschied. Im Rahmen des Essener Konsenses wurde 1994 der Innenraum als arbeitsmarktpolitisches Modellprojekt renoviert. Seitdem wird der Kirchbau auch für diverse Veranstaltungen, Ausstellungen, Lesungen und Konzerte genutzt.
Nachdem der Kirchbau zwischenzeitlich einen erheblichen Sanierungsbedarf aufwies, der von der Gemeinde alleine nicht getragen werden konnte, wurde das Kirchengebäude 2013 zu einem symbolischen Preis an den Essener Bauunternehmer Rainer Alt veräußert. Dieser sanierte die Kirche und vermietete sie wiederum an die Evangelische Kirchengemeinde Essen-Altstadt, das Forum Kreuzeskirche e. V. und den Kreativunternehmer Reinhard Wiesemann (Unperfekthaus). Der Mietvertrag gilt zunächst für zwanzig Jahre. Der Unternehmer Reinhard Wiesemann verpflichtete sich gleichzeitig, für die Sanierung des Gebäudes mit etwa 1,6 Millionen Euro den Großteil der Kosten zu übernehmen und darf während 20 Prozent der Nutzungszeit auch Gewinne erwirtschaften, während 80 Prozent der Nutzungszeit gemeinnützig sein müssen. Dazu bewilligte das Land Nordrhein-Westfalen im November 2013 eine weitere Million Euro zur Förderung der Sanierung, die im Januar 2014 begann. Im Inneren ist ein Veranstaltungsraum für kirchliche Anlässe, Ausstellungen und Konzerte entstanden. Während der Bauzeit nutzte die Kirchengemeinde Essen-Altstadt die in der Nähe liegende Marktkirche.
Der Umbau wurde Ende November 2014 abgeschlossen. Im August 2016 wurden vom Pop-Art-Künstler James Rizzi entworfene Kirchenfenster eingeweiht. Im Januar 2023 wird im Gebäude ein Boxkampf ausgetragen.

## Orgel

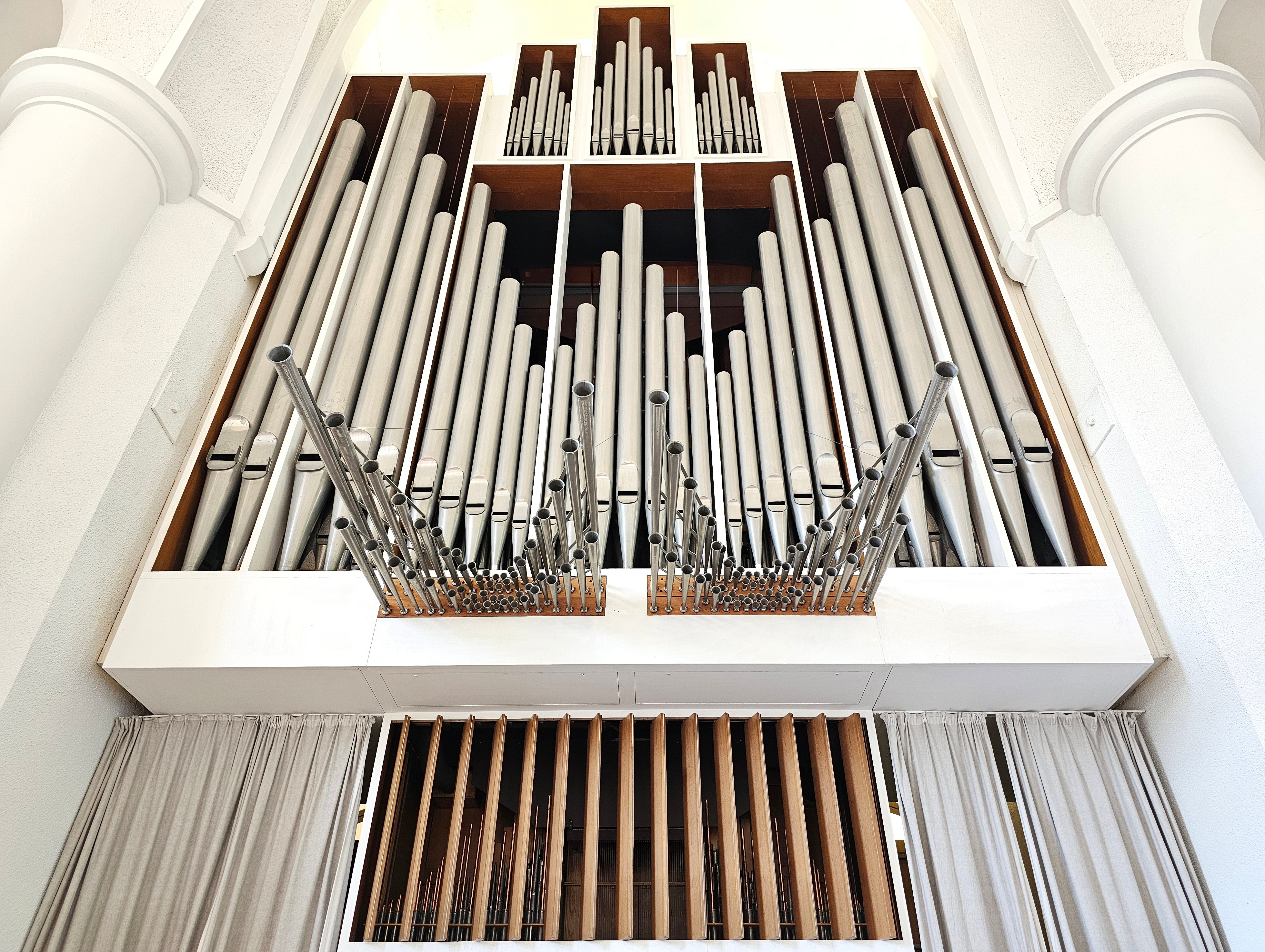
Orgelprospekt

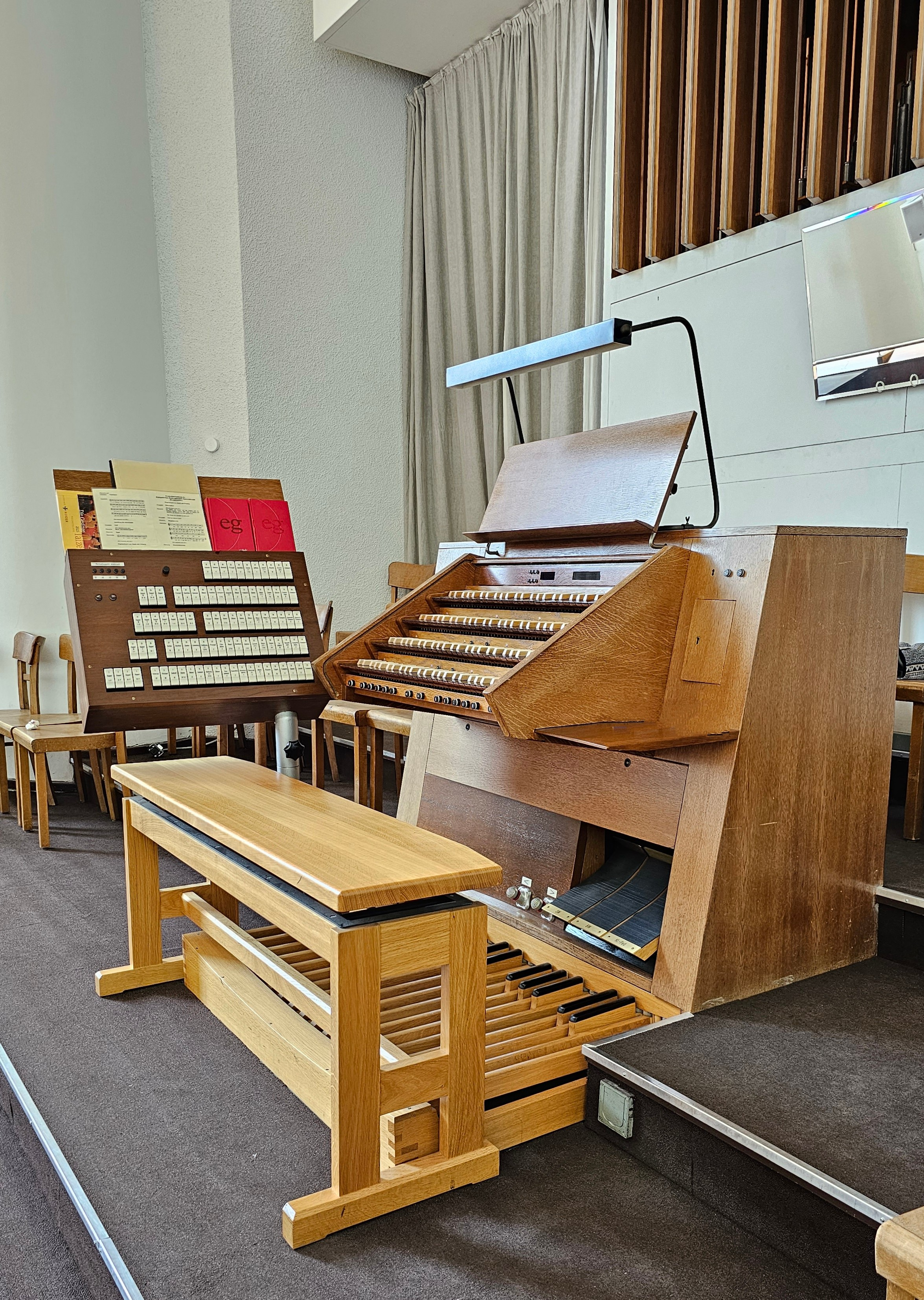
Spieltisch auf der Empore

Ursprünglich besaß die Kreuzeskirche eine Orgel des Orgelbauers Wilhelm Sauer.
1968 wurde eine Orgel mit 70 Registern, vier Manualen und Pedal der Berliner Orgelbaufirma Karl Schuke installiert. Nach sechsmonatiger Restaurierung wurde das Instrument am 28. Juni 2015 wieder eingeweiht. Dabei wurde auch ein fahrbarer Spieltisch ergänzt. Die Kosten von rund 350.000 Euro wurden durch Rücklagen, Stiftungsmittel und einige Großspenden gedeckt. Seit 1968 ist die Schuke-Orgel der Essener Kreuzeskirche die größte ev. Kirchenorgel im Ruhrgebiet. Die Disposition lautet:
| I Schwellwerk C–g3   |        |
| Bordun               | 16′    |
| Gambe                | 08′    |
| Hohlflöte            | 08′    |
| Schwebung (ab c0)    | 08′    |
| Großsesquialtera II  | 5 1⁄3′ |
| Prinzipal            | 04′    |
| Flûte douce          | 04′    |
| Nassat               | 2 ⁄3′  |
| Nachthorn            | 02′    |
| Septime              | 1 ⁄7′  |
| Cornett IV-V (ab c0) | 08′    |
| Mixtur IV-V          | 1 ⁄3′  |
| Zimbel III           | 1⁄7′   |
| Cor anglaise         | 16′    |
| Bassetthorn          | 08′    |
| Trompette harm.      | 04′    |
| Tremulant            |        |

| II Hauptwerk C–g3    |        |
| Prinzipal            | 16′    |
| Oktave               | 08′    |
| Quinte               | 5 1⁄3′ |
| Oktave               | 04′    |
| Quinte               | 2 ⁄3′  |
| Oktave               | 02′    |
| Mixtur major VI-VIII | 02′    |
| Mixtur minor IV      | 2⁄3′   |
| Trompete             | 16′    |
| Trompete             | 08′    |
| Span. Trompete       | 08′    |
| Span. Trompete       | 04′    |

| III Oberwerk C–g3 |       |
| Prinzipal         | 08′   |
| Rohrflöte         | 08′   |
| Quintade          | 08′   |
| Oktave            | 04′   |
| Hohlflöte         | 04′   |
| Rohrquinte        | 2 ⁄3′ |
| Oktave            | 02′   |
| Feldpfeife        | 02′   |
| Quinte            | 1 ⁄3′ |
| Sesquialtera II   | 2 ⁄3′ |
| Mixtur IV-V       | 01′   |
| Zimbel III        | 1⁄6′  |
| Dulzian           | 16′   |
| Trichterregal     | 08′   |
| Tremulant         |       |

| IV Brustwerk C–g3 |        |
| Gedeckt           | 08′    |
| Gedeckt           | 04′    |
| Quintade          | 04′    |
| Prinzipal         | 02′    |
| Spitzflöte        | 02′    |
| Sifflöte          | 01′    |
| Scharff III-IV    | 1⁄2′   |
| Tertian II        | 1 3⁄5′ |
| Musette           | 16′    |
| Krummhorn         | 08′    |
| Tremulant         |        |

| Pedal C–f1       |         |
| Untersatz        | 32′     |
| Prinzipal        | 16′     |
| Subbass          | 16′     |
| Quinte           | 10 2⁄3′ |
| Oktave           | 08′     |
| Gedeckt          | 08′     |
| Basssesquia. III | 5 1⁄3′  |
| Oktave           | 04′     |
| Rohrpommer       | 04′     |
| Bauernflöte      | 02′     |
| Gemshorn überbl. | 01′     |
| Hintersatz V     | 04′     |
| Mixtur III       | 01′     |
| Posaune          | 16′     |
| Fagott           | 16′     |
| Trompete         | 08′     |
| Clairon          | 04′     |
| Cornett          | 02′     |
| Tremulant        |         |

- Koppeln: 16' I-II, 4' I-II, 16' III-II, 4' III-II, I/II, III/II, IV/II, III/I, 16' I-I, 4' I-I, 16' III-III, 4' III-III, IV/III, I/P, II/P, III/P, IV/P
- Spielhilfen: Setzeranlage mit 9999 Speicherplätzen und abschließbaren Ebenen